# 가와나베정
가와나베정(일본어: 川辺町)은 일본 가고시마현 사쓰마반도 남부 가와나베군에 존재했던 정이다. 2007년 12월 1일에 가와나베군 지란정, 에이정과 합병해 미나미큐슈시가 되었다.

## 역사
- 1889년 4월 1일 - 정촌제 시행에 의해 가치메촌이 성립하였다.
- 1923년 10월 13일 - 정으로 승격해 가와나베정이 되었다.
- 1956년 9월 1일 - 가와나베정과 가치메촌이 합병해 가와나베정이 되었다.
- 2007년 12월 1일 - 지란정, 에이정과 합병해, 미나미큐슈시가 성립해, 가와나베정은 자치체로서의 명칭으로는 명목상 폐지되었다.

## 행정
미나미큐슈 시내에서 에이정, 지란정, 가와나베정에서 쓰레기 분리 방법이 다르다.娃町, 지란정에 비해 가와나베정의 분리수는 비약적으로 많아 이사 온 주민들은 당황하기도 한다. 쓰레기 소각장에서 나오는 소각재의 다이옥신 제거와 소각재 벽돌 이용으로 전국에서 시찰이 잇따랐지만 유지비용이 비싸 모범적인 소각장은 없다. 인구 유출에 제동이 걸리지 않아 과소 일로를 걷고 있다.

## 교통

### 철도
과거에는 사쓰난 중앙철도 지란선 5개 노선이 존재했었지만 1965년에 전노선이 폐지되었다,

### 도로
- 국도 225호선

## 참고 문헌
- 角川日本地名大辞典編纂委員会,『角川日本地名大辞典 鹿児島県』1983, 角川書店